# Córdoba Open 2019
Il Córdoba Open 2019 è stato un torneo di tennis giocato sul cemento indoor nella categoria ATP Tour 250 nell'ambito dell'ATP Tour 2019. È stata la prima edizione del Torneo di Córdoba. Si è giocato allo Stadio Mario Alberto Kempes di Córdoba, in Argentina, dal 4 al 10 febbraio 2019.

## Partecipanti

### Teste di serie
| Nazionalita | Giocatore           | Ranking* | Testa di serie |
| ----------- | ------------------- | -------- | -------------- |
| Italia      | Fabio Fognini       | 15       | 1              |
| Italia      | Marco Cecchinato    | 19       | 2              |
| Argentina   | Diego Schwartzman   | 20       | 3              |
| Spagna      | Pablo Carreño Busta | 23       | 4              |
| Cile        | Nicolás Jarry       | 41       | 5              |
| Tunisia     | Malek Jaziri        | 43       | 6              |
| Argentina   | Leonardo Mayer      | 49       | 7              |
| Argentina   | Guido Pella         | 60       | 8              |

* Ranking al 28 gennaio 2019.

### Altri partecipanti
I seguenti giocatori hanno ricevuto una wild card per il tabellone principale:
- Carlos Berlocq
- Juan Ignacio Londero
- Thiago Seyboth Wild

I seguenti giocatori sono entrati nel tabellone principale passando dalle qualificazioni:

- Facundo Bagnis
- Pedro Cachín
- Alessandro Giannessi
- Andrej Martin

I seguenti giocatori sono entrati in tabellone come lucky loser:
- Hugo Dellien
- Paolo Lorenzi

### Ritiri
Prima del torneo
- Tarō Daniel → sostituito da  Lorenzo Sonego
- Cristian Garín → sostituito da  Hugo Dellien
- Dominic Thiem → sostituito da  Paolo Lorenzi

Durante il torneo
- Pablo Carreño Busta

## Campioni

### Singolare
Juan Ignacio Londero ha sconfitto in finale  Guido Pella con il punteggio di 3-6, 7-5, 6-1.
- È il primo titolo in carriera per Londero.

### Doppio
Roman Jebavý /  Andrés Molteni hanno sconfitto in finale  Máximo González /  Horacio Zeballos con il punteggio di 6-4, 7-6(4).